# Malcolm Laing
Pour les articles homonymes, voir Laing.
Malcolm Laing, né en 1762 à Strynzia dans les Orcades, mort le 6 novembre 1818, est un historien écossais.

## Biographie
Laing a achevé l’Histoire de la Grande-Bretagne de Robert Henry (1793) et publié une Histoire de l’Écosse de l’union des couronnes à l’union des royaumes d’un esprit libéral très prononcé, etc., avec deux Dissertations historiques et critiques sur la conspiration de Gowrie et la prétendue authenticité des poèmes d’Ossian (1800, 4. vol. in-−8°). Dans une seconde édition (1804), il ajouta une dissertation non moins importante sur la participation de Marie, reine des Écossais, au meurtre de Lord Darnley.